# AK-630
AK-630 är en rysk/sovjetisk luftvärnspjäs för marint bruk. Pjäsen är helautomatisk och fjärrstyrs från ett centralsikte. Dess huvudsakliga användningsområde är att försvara fartyget mot anfallande sjömålsrobotar, men den kan även används mot flygplan, helikoptrar, mindre fartyg, landmål och drivande minor. AK-630 var det första så kallade CIWS-systemet (Close-In Weapon System) och kom snabbt att bli ett av de vanligaste vapensystemen i Sovjetunionens flotta. Det har installerats på alla typer av fartyg från små minsvepare och robotbåtar till slagkryssare och hangarfartyg.

## Konstruktion
AK-630 ingår tillsammans med eldledningsradarn MR-123 Vympel, det elektro-optiska siktet SP-521 och centralsiktesenheten i ett system som heter A-213 Vympel-A. Radarn och centralsiktet kan styra två pjäser, inte bara AK-630 utan även grövre kanoner som AK-725 eller AK-176.
Själva pjäsen består av en AO-18 30 mm gatlingkanon med sex eldrör. Vapnet är vattenkylt och eldrören omsluts av en kylmantel. Kanonen är monterad i ett torn med hydraulisk styrning och en skyddskåpa i glasfiberarmerad plast. AO-18 drivs av sina egna krutgaser, men pjäsen behöver elektrisk matning (trefas 380 V, 50 Hz) för hydraulpump, kylvattenpump och ammunitionsmatningen.
AK-630 är konstruerad för att ersätta AK-230 i redan befintliga installationer och har också återvunnit många delar från den pjäsen.

## Varianter
- AK-630 – Ursprunglig version.
- AK-630M – Förbättrad version som kräver mindre plats under däck
- AK-306 – Lättviktsversion för mindre båtar, svävare m.m. Den har en luftkyld GSj-6-30 med trummagasin med begränsad mängd ammunition. Den kan inte heller radarstyras från ett centralsikte.
- AK-630M1-2 – Försöksversion med två AO-18 monterade ovanpå varandra. Finns bara på ett fartyg i klassen Projekt 206MR Vichr

AK-630 håller gradvis på att ersättas av 3M87 Kortik som är en marin version av 2K22 Tunguska, men på grund av det stora antalet tillverkade enheter så kommer AK-630 att fortsätta användas under överskådlig framtid.